# Jack Fincher
Howard Kelly «Jack» Fincher (Bonham, Estados Unidos; 6 de diciembre de 1930-Los Ángeles, Estados Unidos; 10 de abril de 2003) fue un guionista y periodista estadounidense que escribió para varias revistas y publicaciones periódicas, destacándose como jefe de las oficinas de la revista Life en la ciudad de San Francisco. Es el padre del director de cine David Fincher .

## Vida y obra
Fincher nació en Bonham, Texas, hijo de Grace Mae (Hutcheson) y Murlin Jackson Fincher, y creció en Oklahoma. Tras graduarse de la escuela secundaria en 1949, Fincher pasó dos años asistiendo a la Universidad de Tulsa, también escribiendo para Tulsa World. Luego se enlistó en la Fuerza Aérea de Estados Unidos. En 1960, se casó con Claire Mae Boettcher, una enfermera de salud mental de Dakota del Sur quien trabajaba en programas de adicción a las drogas. Su hijo es el aclamado director de cine David Fincher. En 1964, cuando David tenía dos años, la familia se mudó de Denver, Colorado a San Anselmo, California, donde el cineasta George Lucas era uno de sus vecinos.
Fincher una vez escribió una película biográfica sobre Howard Hughes antes de que su guion finalmente se fusionara con el proyecto que finalmente se convirtió en El Aviador. También escribió The Brain: Mystery of Matter and Mind. Escribió el guion de Mank, una película biográfica sobre el guionista Herman J. Mankiewicz, lo cual le valió una nominación al Globo de Oro. Originalmente programado para filmarse a fines de la década de 1990, el guion no se rodó hasta que su hijo David comenzó a filmarlo en 2019. Protagonizada por Gary Oldman en el papel principal, la película fue lanzada por la plataforma Netflix en 2020.
Jack Fincher falleció en Los Ángeles el 10 de abril de 2003 a la edad de 72 años, luego de una batalla de un año contra el cáncer.